# Braccio di Ferro sul trapezio
Braccio di Ferro sul trapezio (The Man on the Flying Trapeze) è un film del 1934 diretto da Dave Fleischer. È un cortometraggio d'animazione della serie Braccio di Ferro, uscito negli Stati Uniti il 16 marzo 1934. Il corto è un musical impostato principalmente sul brano popolare del 1867 "The Man on the Flying Trapeze" (di cui viene alterato il testo), ispirato al trapezista Jules Léotard.

## Trama
Braccio di Ferro arriva letteralmente in città con la sua nave e sbarca proprio di fronte alla casa di Olivia Oyl. Sua madre Eulalia, tuttavia, gli comunica che Olivia se n'è andata con un formidabile trapezista. Sconsolato, Braccio di Ferro incontra un trio di bambini gemelli e un gatto proprio davanti al tendone in cui si esibisce il trapezista (che sta venendo presentato all'esterno), e racconta loro l'accaduto. Insieme entrano quindi nel tendone e assistono allo spettacolo, a cui partecipa anche Olivia. Il trapezista però la tratta duramente, usandola anche come trapezio umano, in esercizi che per la ragazza si rivelano estenuanti e rischiosi. Braccio di Ferro si lancia quindi a salvarla, e con l'aiuto degli spinaci acquisisce una straordinaria abilità al trapezio. Un breve combattimento aereo si conclude con l'acrobata violento preso a calci da trapezio a trapezio e infine trasformato in un lampadario rovesciato, dopodiché Braccio di Ferro scivola giù da un palo. Olivia è sollevata e felice di tuffarsi tra le braccia del suo amato, cosa che fa dopo essere rimbalzata a terra mentre Braccio di Ferro prende su un braccio i bambini e il gatto.

## Distribuzione

### Edizione italiana
L'unico doppiaggio italiano conosciuto fu realizzato dalla C.R.C. per la trasmissione del corto sulle reti Rai a metà anni 1990. Non essendo stata registrata una colonna internazionale, fu sostituita la musica presente durante i dialoghi. Furono però commessi alcuni errori: il verso "And my love he has taken away" cantato da Braccio di Ferro all'inizio fu sostituito con uno spezzone della colonna sonora della scena successiva, mentre lo stesso verso cantato mentre va a salvare Olivia fu doppiato in oversound con le parole "Adesso ti faccio volar".

### Edizioni home video
Il corto fu pubblicato in DVD-Video in America del Nord il 31 luglio 2007 nel primo disco della raccolta Popeye the Sailor: Volume One.